# Igor Sergheev
Igor Dmitrievici Sergheev (în rusă Игорь Дмитриевич Сергеев; n. 20 aprilie 1938, Verhnie, RSS Ucraineană — d. 10 noiembrie 2006, Moscova) a fost Ministrul Apărării al Federației Ruse din 22 mai 1997 până în 28 martie 2001. El a fost primul și (până în 2014) singurul Mareșal al Federației Ruse.

## Biografie
Fiu de miner, Igor Sergheev s-a născut 20 aprilie 1938 la Verhnie, pe atunci RSS Ucraineană. A absolvit Școala Secundară nr. 22 din Makiivka.
Între 1955-1960 a urmat Facultatea de Inginerie a Școlii Superioare Navale „Pavel Nahimov” a Mării Negre, specialitatea „rachete”, pe care a absolvit-o cu onoruri, apoi Academia Tehnică Militară „Felix Dzerjinski”, absolvită în 1973 cu onoruri.
Sergheev a servit pentru scurtă vreme în flota sovietică, însă ulterior s-a transferat în armata de uscat, desfășurându-și cea mai mare parte a carierei în Forțele Balistice Strategice. Sergheev a devenit comandant suprem al Forțelor Balistice Strategice în 1992. În această funcție el a fost responsabil cu armamentul nuclear al fostei URSS.

## Ministru al Apărării
Igor Sergheev a fost numit ministru al Apărării în 1997, de președintele rus Boris Elțîn. Sergheev a acceptat să reformeze ministerul pe baza unui buget limitat și sub control politic civil. Cifra școlilor militare a fost redusă semnificativ față de nivelul anterior, neschimbat încă din perioada sovietică. Un număr de divizii a primit statutul de „disponibilitate permanentă”, ceea ce presupunea personal permanent în proporție de cel puțin 80% și echipament de 100%. Sergheev și-a dirijat majoritatea eforturilor către promovarea intereselor Forțelor Balistice Strategice. Toate forțele spațiale ruse au fost înglobate în Forțele Balistice Strategice, iar Statul Major al Forțelor Terestre a fost desființat. Forțele Aeriene au suferit reduceri de personal, în timp ce Infanteria Marină a scăpat de restructurări datorită bunelor rezultate din Cecenia. Majoritatea banilor disponibili pentru achiziții au fost investiți în cumpărarea de  armament balistic nou.
Sergheev a fost demis din funcția de Ministru al Apărării în martie 2001 și a fost înlocuit cu Serghei Ivanov.
În cariera sa, Igor Sergheev a fost distins cu Ordinul Revoluției din Octombrie, Ordinul Steagul Roșu, Ordinul Slujirii Patriei în Forțele Armate (clasa a 3-a), Ordinul Steaua Roșie, Medalia pentru Serviciul Militar și alte decorații.
Sergheev a murit pe 10 noiembrie 2006, fiind bolnav de leucemie.

## Critici
Sergheev a fost acuzat că nu a acționat tranșant în timpul Războiului din Daghestan, în 1999, dar a fost lăudat pentru faptul că armata rusă a capturat capitala cecenă Groznîi în 2000, în timpul Celui de-al Doilea Război Cecen.  Totuși, luptele continue din sudul republicii au stârnit neîncredere în privința eficacității sale după ce Vladimir Putin a devenit președinte.